# 2013 K-Queen
《2013 K-Queen》은 2013년에 MBC QueeN에서 방송된 미인 대회 프로그램이다.

## 수상
| 순위             | 이름   |
| ---------------- | ------ |
| 대상             | 이상명 |
| 최우수상, 우정상 | 한지연 |
| 뷰티퀸상, 인기상 | 김다연 |
| 메이크오버상     | 정지영 |
| 포토제닉상       | 정혜경 |
| 특별상           | 문명옥 |